# 미국령 버진아일랜드의 코로나19 범유행
미국령 버진아일랜드의 코로나바이러스감염증-19 검사는 2020년 3월 3일에 시작되어 처음 3개의 테스트가 질병 통제 및 예방 센터로 전송되었다. 3월 13일 미국령 버진아일랜드에서 첫 번째 확진자가 확인되었고 3월 22일에 1번째 지역 전파 사례가 확인되었다.

## 예방
2020년 3월 13일, 유람선 그랜더 오브 더 시스(Grandeur of the Seas)는 부상당한 환자를 배에서 내릴 수 있도록 허용하는 것 외에 섬 외부로의 입국이 거부되었다.
3월 23일 앨버트 브라이언 주지사는 필수가 아닌 사업체를 3월 25일부터 폐쇄하라는 명령을 받았으며 주민들은 집에 머물도록 지시하였다.
모든 버진 아일랜드 대학교 대학원 및 학부 수업은 3월 23일부터 온라인으로 진행되어야 했다.
3월 25일, 섬에 대한 방문객의 입국이 30일 동안 금지되었다.

## 배경
2020년 1월 12일, 세계보건기구는 2019년 12월 31일에 WHO에 보고된 중국 후베이성 우한시의 인구 집단에서 코로나19가 호흡기 질환의 원인임을 확인했다.
코로나19가 2003년 사스보다는 치명률이 훨씬 낮지만, 빠르게 전파됐다.

## 같이 보기
- 북아메리카의 코로나19 범유행
- 미국의 코로나19 범유행
- 나라별 코로나19 범유행